# البطولة الوطنية التوغوية
بطولة توغو الوطنية لكرة القدم هي مسابقة كرة القدم بين أندية توغو .
البطل الحالي هو نوتسي.